# Bauhinia wallichii
Bauhinia wallichii är en ärtväxtart som beskrevs av James Francis Macbride. Bauhinia wallichii ingår i släktet Bauhinia och familjen ärtväxter. Inga underarter finns listade i Catalogue of Life.